# Gentianella germanica

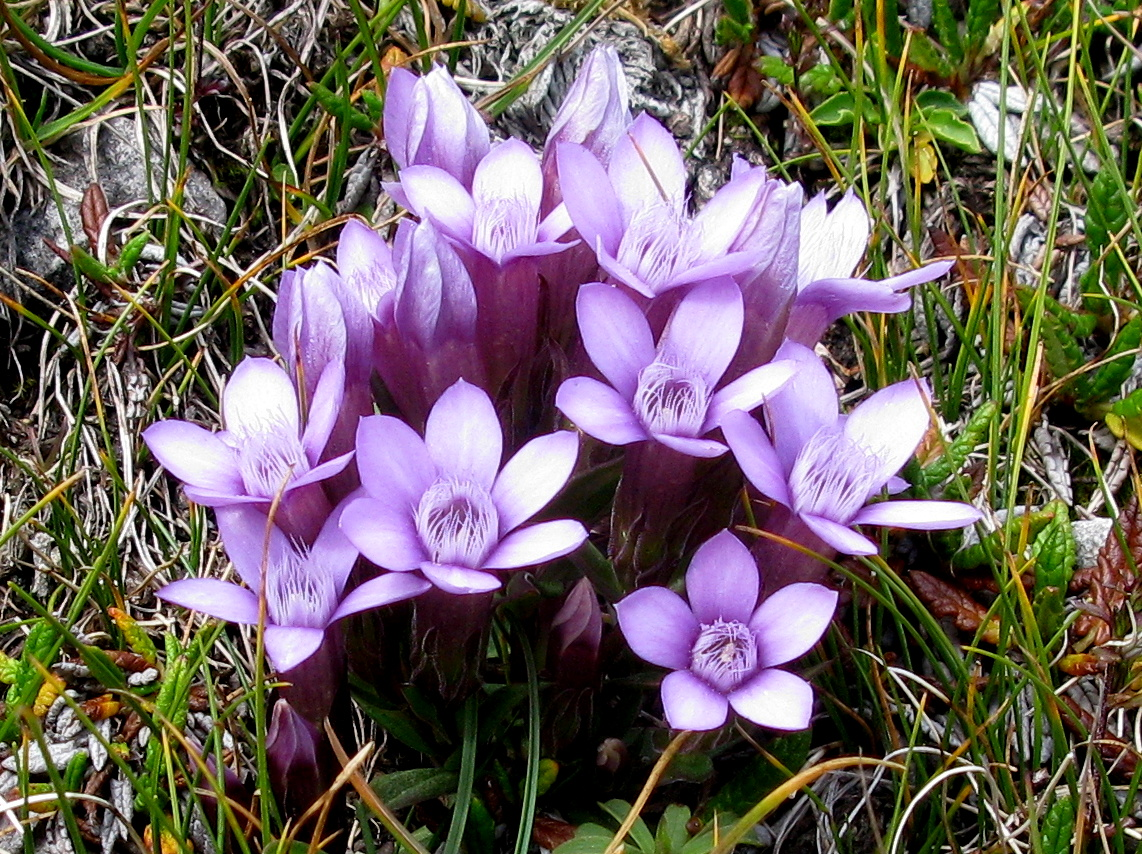
Gentianella germanica - Dolomites, Italy

Gentianella germanica là một loài thực vật có hoa trong họ Long đởm. Loài này được (Willd.) Börner mô tả khoa học đầu tiên năm 1912.
Trong Vương quốc Anh, nó chỉ là loài bản địa của Hills Chiltern của miền Nam nước Anh, mặc dù phạm vi phân bố của loài này trên lục địa rộng hơn, trong khoảng từ Pháp đến vùng Balkans.